# Stea Be

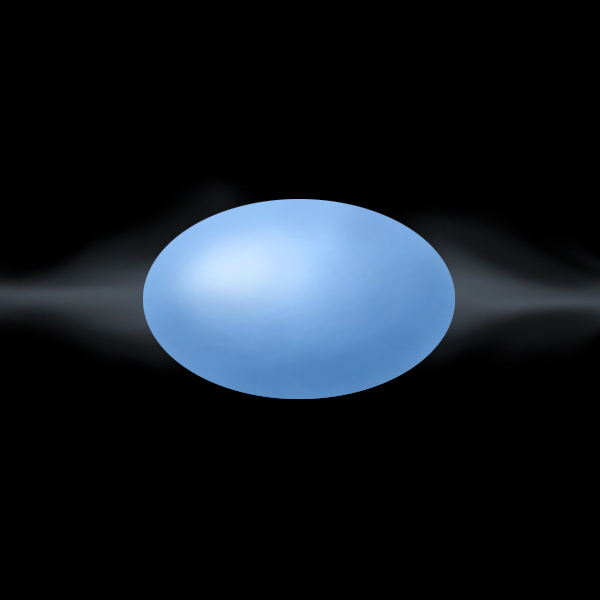
O stea Be, Achernar, turtită din cauza extremei sale viteze de rotație

O stea Be este de tip spectral B și, în plus, arată linii spectrale de emisie. Stelele Be sunt stele care au o foarte mare viteză de rotație (mai multe sute de kilometri pe secundă la ecuator), și care au un disc în jurul lor. Acest disc este responsabil de liniile de emisie.
Stele ca γ Cassiopeiae, λ Eridani, α Eridani (Achernar), sau ο Puppis sunt exemple de stele Be.
O stea Be poate face parte dintr-o binară X. În acest caz este considerată ca fiind o binară X foarte masivă. Perioada sa orbitală cu companionul său compact este în acest caz mai mare de 15 zile, iar excentricitatea sa orbitală foarte slabă (cu alte cuvinte, orbita sa este cvasicirculară). În cazul în care obiectul compact însoțitor al stelei Be este o stea neutronică detectată sub forma unui pulsar X, se observă empiric o relație de proporționalitate între perioada orbitală a sistemului și perioada de rotație a pulsarului. 

## Stelele Be: de la descoperirea lor la primul model

### Descoperirea stelelor Be
Pe când dezvolta o clasificare a spectrelor stelelor (1863-1866), părintele Angelo Secchi, director al Observatorio del Collegio Romano al Vaticanului, a remarcat că linia H{\displaystyle \beta } a stelei {\displaystyle \gamma } Cassiopeiae era în emisie. A publicat această descoperire în jurnalul Astronomische Nachrichten în 1866 și a calificat această emisiune drept „particularitate curioasă a stelei {\displaystyle \gamma } Cassiopeiae” (Secchi, 1866). Această descoperire marchează începutul căutării unor noi stele Be și a primelor modele pentru explicarea particularităților lor.

## Caracteristici
Deși marea majoritate a stelelor Be sunt în secvența principală, acestei categorii îi aparțin și o heterogenitate de alte tipologii stelare, între care, stele din pre-secvența principală (îndeosebi stele Be Herbig), gigante și supergigante albastre post-secvența principală, nuclee de nebuloase protoplanetare și planetare.

### Principalele stele Be
Tabelul care urmează reunește cele mai strălucitoare stele Be de pe cerul nocturn, în ordinea descrescătoare a magnitudinii lor aparente.
| Nume            | Denumirea Bayer / Flamsteed | Clasă spectrală | Viteza de rotație (km/s) -limită inferioară- | Magnitudine aparentă media |
| --------------- | --------------------------- | --------------- | -------------------------------------------- | -------------------------- |
| Achernar        | Alpha Eridani               | B3Ve            | 251                                          | +0,45                      |
| Tsih            | Gamma Cassiopeiae           | B0.5IVe         | 300                                          | +2,15                      |
| —               | Eta Centauri                | B1Vne           | 333                                          | +2,23                      |
| Phecda sau Phad | Gamma Ursae Majoris         | A0Ve            | 168                                          | +2,41                      |
| —               | Delta Centauri              | B2IVne          | 263                                          | +2,58                      |
| —               | Alpha Arae                  | B2Vne           | 298                                          | +2,85                      |
| Alcyone         | Eta Tauri                   | B7IIIe          | 215                                          | +2,85                      |
| Gomeisa         | Beta Canis Minoris          | B8Ve            | 276                                          | +2,89                      |
| PP Carinae      | p Carinae                   | B4Vne           | 285                                          | +3,36                      |
| Electra         | 17 Tauri                    | B6IIIe          | 170                                          | +3,72                      |
| —               | Kappa Draconis              | B6IIIpe         | 250                                          | +3,88                      |
| —               | 48 Persei                   | B3Ve            | 190                                          | +4,00                      |
| Merope          | 23 Tauri                    | B6IVe           | 282                                          | +4,14                      |
| —               | Theta Coronae Borealis      | B6Vnn           | 393                                          | +4,14                      |
| —               | Psi2 Aquarii                | B5V             | 332                                          | +4,39                      |
| Fum al Samakah  | Beta Piscium                | B6Ve            | 104                                          | +4,49                      |
| —               | Omicron Puppis              | B1IVnne         | 440                                          | +4,50                      |
| —               | Phi Andromedae              | B6IVe           | 81                                           | +4,54                      |
| Seat            | Pi Aquarii                  | B1Ve            | 300                                          | +4,79                      |
| —               | Psi1 Orionis                | B1Ve            | 310                                          | +4,87                      |
| Pleione         | 28 Tauri                    | B8Vpe           | 329                                          | +5,05                      |